# Epiphone

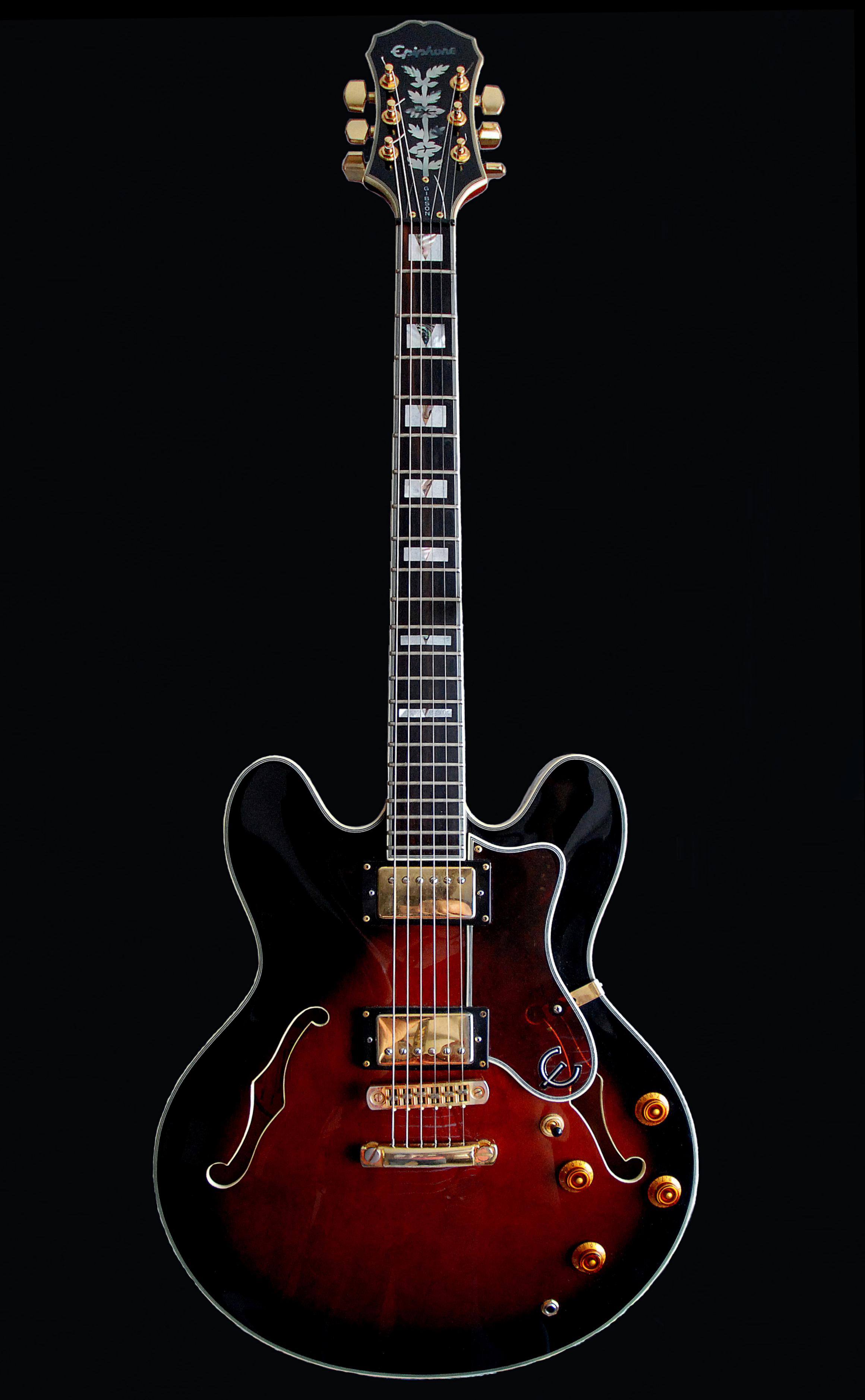
Epiphone Sheraton II (27 nov 2004)

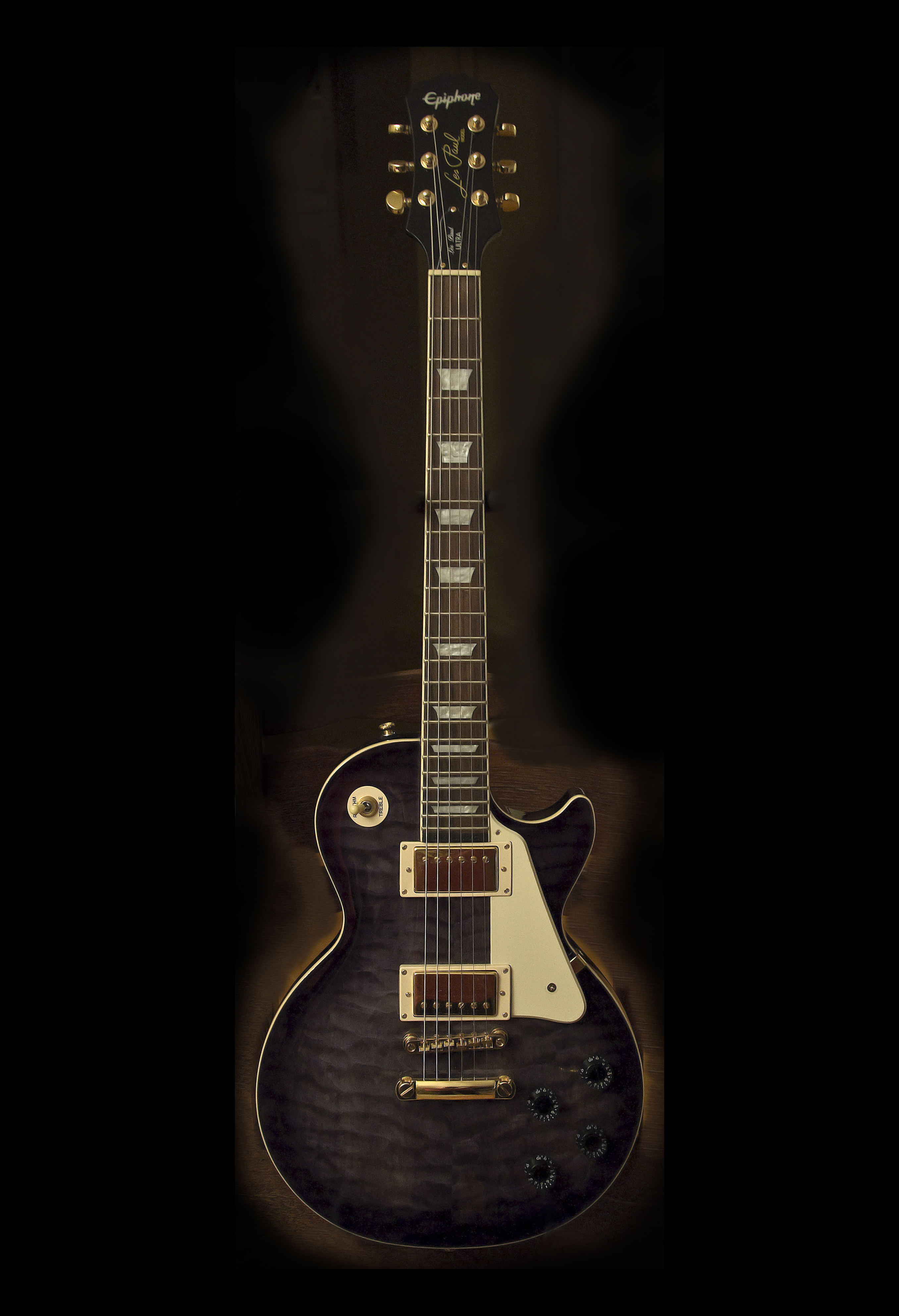
De Epiphone Les Paul Ultra II

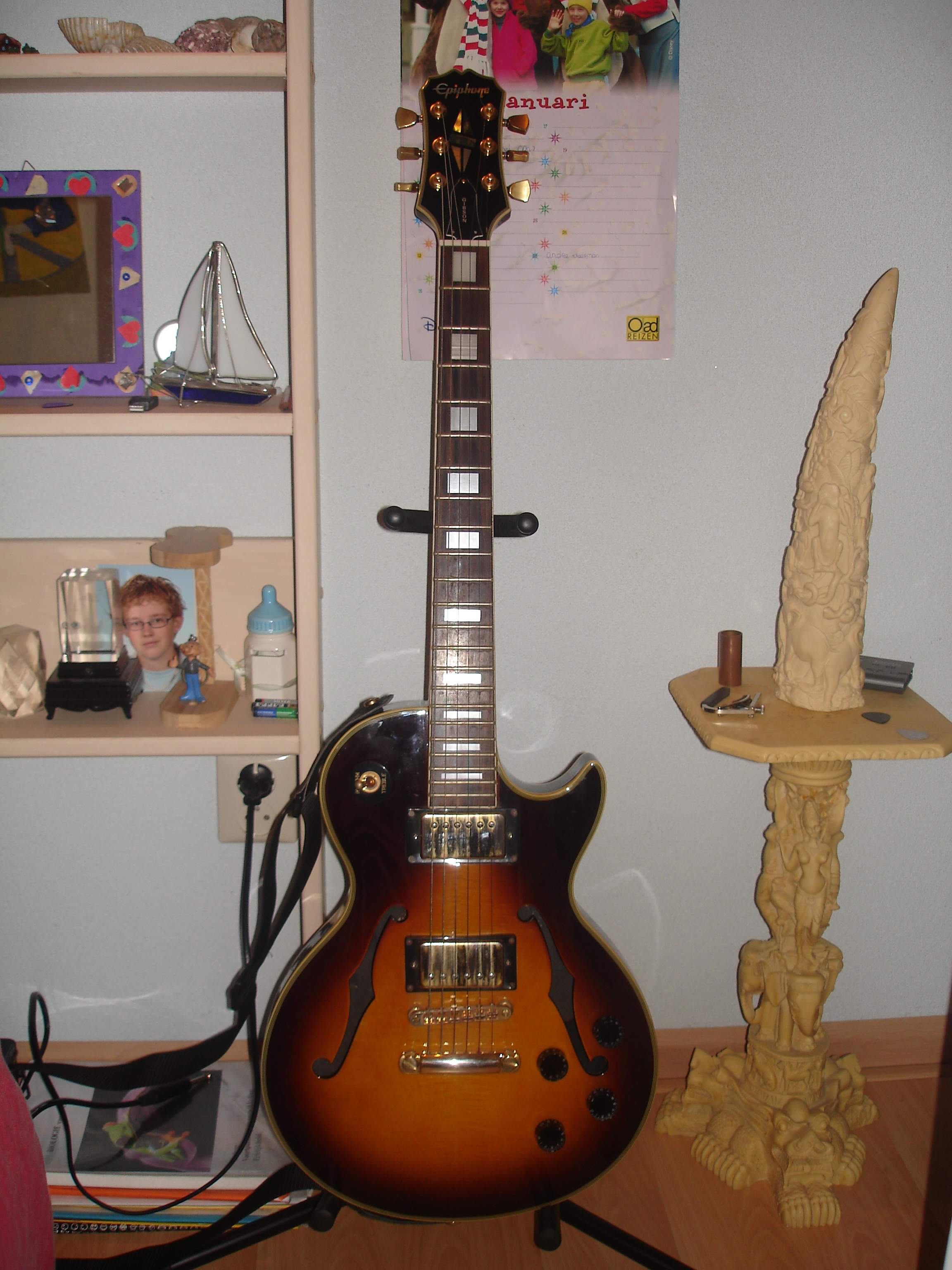
1996 Epiphone Les Paul ES Custom

Epiphone is een Amerikaanse firma die gitaren bouwt.
De stichter was Epi (voluit Epimanondas) Stathopoulo (1893-1943), een Griek die zich in 1903 met zijn familie in New York vestigde. In 1917 start Epi zijn bedrijf op en begint met het bouwen van tenor-banjo's; vanaf 1924 gebruikt hij de naam Epiphone. In de jaren twintig bouwt hij ook archtopgitaren. Bekende modellen zijn De Luxe, Broadway, Triumph en Emperor.
In 1943 sterft Epi Stathopoulo aan leukemie en zijn partners hebben het in de naoorlogse jaren moeilijk en bouwen nog weinig instrumenten. Het meest populair zijn de basgitaren.
Gibson koopt het bedrijf op en maakt er een onderafdeling van die Gibson gitaren onder een andere merknaam bouwt. Dit omdat Gibson in die tijd werkte met exclusieve verkoop licenties. Door de aankoop van Epiphone kon Gibson nu ook hun gitaren aan andere (niet gelicentieerde) verkopers kwijt. Als The Beatles in 1964 drie Epiphone Casino's kopen, komt Epiphone opnieuw in de belangstelling. Ze zijn o.a. in de songs All You Need Is Love en Taxman te horen.
In de jaren zeventig van de 20e eeuw verhuisde de productie naar Japan en maakt Gibson en Epiphone een crisis door. Onder een nieuw management grijpt Epiphone in de jaren tachtig terug naar zijn klassiekers waaronder de Sheraton en maken ze Gibsonmodellen zoals Flying V en Les Paul. Sinds begin deze eeuw wordt bij Epiphone een steeds toenemend aantal andere Gibsonmodellen gemaakt en vindt de productie voor het overgrote deel plaats in China en Korea hoewel sommige (exclusievere) modellen nog steeds worden gemaakt in de VS.
Epiphone is nog steeds een onderdeel van Gibson.